# اچ‌ام‌اس آنسون (۱۷۸۱)
اچ‌ام‌اس آنسون (۱۷۸۱) (به انگلیسی: HMS Anson (1781)) یک کشتی بود که طول آن ۱۵۹ فوت ۶ اینچ (۴۸٫۶۲ متر) بود. این کشتی در سال ۱۷۸۱ ساخته شد.